# 2022 DX
2022 DX ist ein erdnaher Asteroid vom Apollo-Typ.

## Entdeckung
2022 DX wurde am 22. Februar 2022 vom deutschen Amateurastronomen Erwin Schwab am ferngesteuerten Schmidt-Teleskop des Calar-Alto-Observatoriums entdeckt. Der Asteroid besaß bei der Entdeckung eine scheinbare Helligkeit von etwa 21 mag und bewegte sich mit knapp 2,3 Bogensekunden pro Minute in der Grenzregion der Sternbilder Löwe und Jungfrau.

## Umlaufbahn
Der Asteroid befindet sich mit einer Periheldistanz von 1,013 AE, einer Exzentrizität von 0,089 und einer Bahnneigung von 0,202° auf einer erdbahnähnlichen Umlaufbahn. Bezogen auf die Erde besitzt 2022 DX eine Relativgeschwindigkeit von ungefähr 1 Kilometer pro Sekunde. Hierdurch befindet sich der Asteroid bei einer Erdpassage für mehrere Monate in Erdnähe.